# Piquepoul gris
Le piquepoul gris ou picpoul gris est un cépage français de raisin gris (d'une teinte variant du gris au blanc rosé).

## Origine et répartition géographique

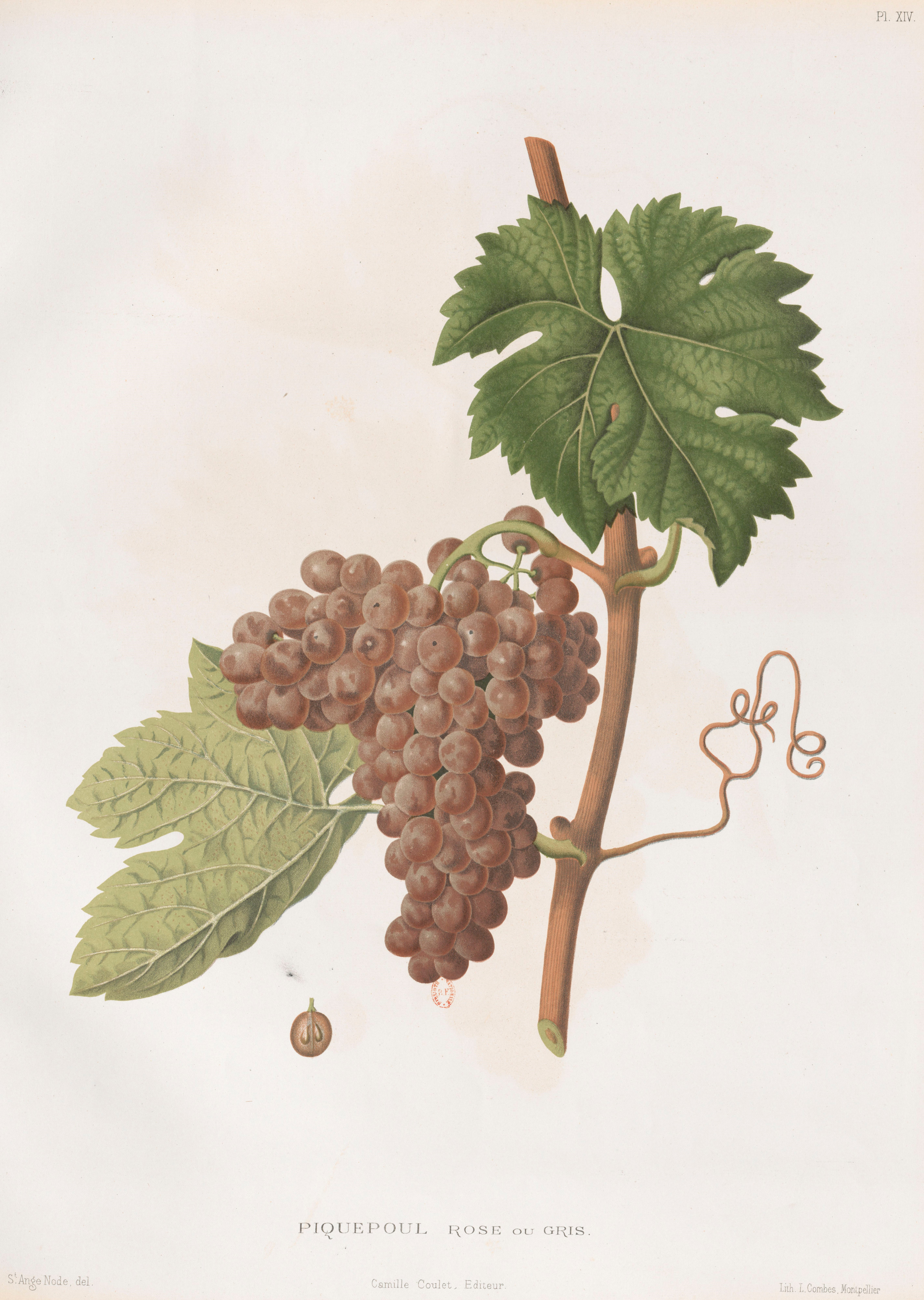
Lithographie de Piquepoul gris.

Il provient des vignobles languedociens et provençaux et c'est une variété grise du piquepoul noir.
Il est classé recommandé dans les vignobles du Languedoc et Provence. En 2004, il couvrait moins de 5 hectares. Il est encore utilisé dans le vin gris de gris.
Sont aussi connues les variétés piquepoul noir et piquepoul blanc.

## Caractères ampélographiques
- Extrémité du jeune rameau épanoui, cotonneux blanc à liseré carminé.
- Jeunes feuilles duveteuses, bronzées.
- Feuilles adultes, orbiculiares à cinq lobes avec des sinus latéraux à fonds aigus, un sinus pétiolaire en lyre et faiblement ouvert, des dents ogivales et étroites, un limbe légèrement aranéeux ou aranéeux-pubescent en dessous.

## Aptitudes culturales
Ce cépage débourre quelques jours après le chasselas et sa maturité est de troisième époque: 30 jours après le chasselas.
C'est un cépage de bonne vigueur mais peu productif. Pour obtenir une récolte satisfaisante, on le taille en gobelet à taille courte.

## Potentiel technologique
Les grappes sont de taille moyennes et les baies sont moyennes. Le cépage est sensible à l'oïdium, à la pourriture grise et à l'érinose.
Il donne un vin blanc sec, neutre et de qualité moyenne.

## Synonymes
Le piquepoul gris est aussi connu sous le nom de piquepoul rose.